# HD41076
HD41076 — хімічно пекулярна зоря спектрального класу A0, що має видиму зоряну величину в смузі V приблизно  6,1.
Вона  розташована на відстані близько 480,3 світлових років від Сонця.

## Фізичні характеристики
Зоря HD41076 обертається 
порівняно повільно 
навколо своєї осі. Проєкція її екваторіальної швидкості на промінь зору становить  Vsin(i)= 14км/сек.